# Communauté de communes du Pays de Fayence
Die Communauté de communes du Pays de Fayence ist ein französischer Gemeindeverband mit der Rechtsform einer Communauté de communes im Département Var in der Region Provence-Alpes-Côte d’Azur. Sie wurde am 21. August 2006 gegründet und umfasst neun Gemeinden. Der Verwaltungssitz befindet sich im Ort Fayence.

## Mitgliedsgemeinden
| Gemeinde                                  | Einwohner 1. Januar 2022 | Fläche km² | Dichte Einw./km² | Code INSEE | Postleitzahl |
| ----------------------------------------- | ------------------------ | ---------- | ---------------- | ---------- | ------------ |
| Bagnols-en-Forêt                          | 3.049                    | 42,90      | 71               | 83008      | 83600        |
| Callian                                   | 3.794                    | 25,42      | 149              | 83029      | 83440        |
| Fayence                                   | 6.024                    | 27,68      | 218              | 83055      | 83440        |
| Mons                                      | 873                      | 76,63      | 11               | 83080      | 83440        |
| Montauroux                                | 6.787                    | 33,54      | 202              | 83081      | 83440        |
| Saint-Paul-en-Forêt                       | 1.747                    | 20,26      | 86               | 83117      | 83440        |
| Seillans                                  | 2.852                    | 88,66      | 32               | 83124      | 83440        |
| Tanneron                                  | 1.723                    | 52,78      | 33               | 83133      | 83440        |
| Tourrettes                                | 2.920                    | 33,99      | 86               | 83138      | 83440        |
| Communauté de communes du Pays de Fayence | 29.769                   | 401,86     | 74               | –          | –            |